# Oddział Żandarmerii Wojskowej w Poznaniu
Wielkopolski Oddział Żandarmerii Wojskowej w Poznaniu im. por. Arkadego Fiedlera – była terenowa jednostka organizacyjna Żandarmerii Wojskowej. Od 1 lipca 2011 r. w jego miejsce utworzono mniejszą jednostkę - Wydział Żandarmerii Wojskowej w Poznaniu, który podlega komendantowi Oddziału Żandarmerii Wojskowej w Bydgoszczy.

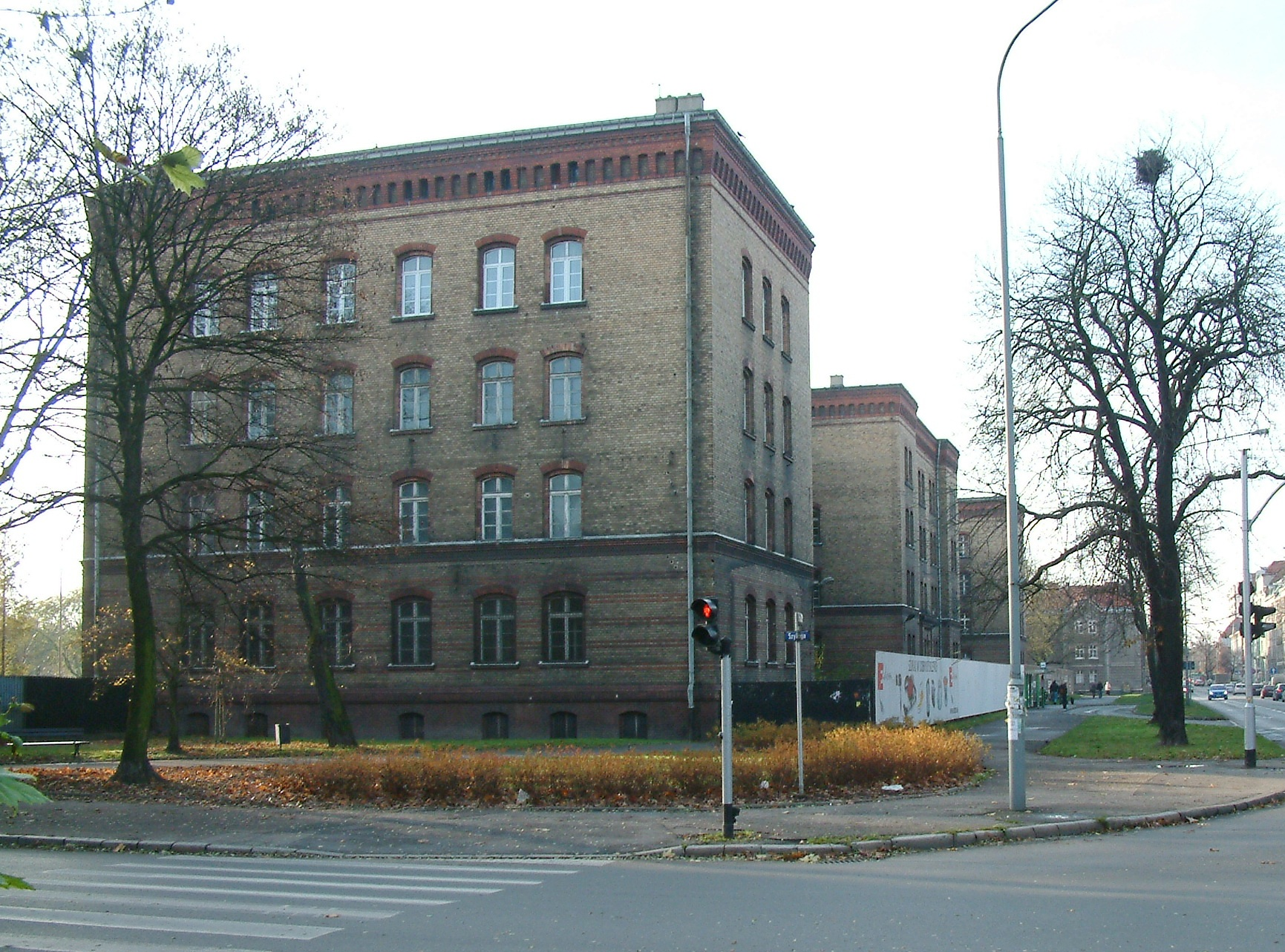
Koszary Oddziału ŻW

## Historia oddziału
Oddział Żandarmerii Wojskowej w Poznaniu został sformowany na podstawie rozkazu organizacyjnego Nr 01 komendanta Żandarmerii Wojskowej Śląskiego Okręgu Wojskowego we Wrocławiu, płk. mgr Tadeusza Niekrasza z dnia 1 września 1990 r. o sformowaniu z dniem 1 września 1990 r. jednostek Żandarmerii Śląskiego Okręgu Wojskowej. Rozkaz organizacyjny Nr 01 został wydany w wykonaniu rozkazu Nr PF-42/Org. Ministra Obrony Narodowej z dnia 18 kwietnia 1990 r. i zarządzenia Nr 062 szefa Sztabu Generalnego Wojska Polskiego z dnia 15 czerwca 1990 r. Jednostkę zorganizowano na podstawie etatu wojenno-pokojowego Nr 62/152/0.
Zgodnie ze wspomnianym rozkazem, komendantowi Oddziału Żandarmerii Wojskowej w Poznaniu podporządkowano dwie placówki Żandarmerii Wojskowej:
- Placówka Żandarmerii Wojskowej w Gnieźnie,
- Placówka Żandarmerii Wojskowej w Lesznie.

Wymienione jednostki organizacyjne Żandarmerii Wojskowej utworzono na bazie rozformowanych terenowych organów Wojskowej Służby Wewnętrznej, w miejscu ich dotychczasowej dyslokacji:
- Oddział WSW w Poznaniu,
- Delegatura WSW w Gnieźnie,
- Delegatura WSW w Lesznie.

Właściwość terytorialną dla jednostek organizacyjnych Żandarmerii Wojskowej określił w dniu 17 sierpnia 1990 r. szef Głównego Zarządu Szkolenia Bojowego WP.
W 1994 komendantowi oddziału podporządkowane zostały niżej wymienione terenowe jednostki organizacyjne ŻW:
- Placówka Żandarmerii Wojskowej w Sieradzu (dotychczas w podporządkowaniu komendanta Wydziału ŻW w Opolu)
- Placówka Żandarmerii Wojskowej w Powidzu (dotychczas w podporządkowaniu komendanta Wydziału ŻW w Toruniu)
- Placówka Żandarmerii Wojskowej w Ostrowie Wielkopolskim (dotychczas w podporządkowaniu komendanta Oddziału ŻW we Wrocławiu).

W tym samym roku oddział wyróżniony został Znakiem Honorowym Sił Zbrojnych Rzeczypospolitej Polskiej.
W 1996 oddział został podporządkowany komendantowi rejonowemu ŻW w Bydgoszczy, a jego teren działania znalazł się w granicach Pomorskiego Okręgu Wojskowego.
W 1998 rozformowana została Placówka ŻW w Gnieźnie.
W 2000 przyjęto w podporządkowanie Placówkę ŻW w Pile, która dotychczas podporządkowana była komendantowi Oddziału ŻW w Bydgoszczy. W tym samym roku Placówka ŻW w Sieradzu przekazana została w podporządkowanie komendantowi nowo powstałego Oddziału ŻW w Łodzi.
W 2001 oddział podporządkowany został bezpośrednio komendantowi głównemu ŻW.
W 2002 rozformowane zostały Placówki ZW w Ostrowie Wlkp. i Pile.
Od dnia 26 lipca 2008 Oddział Żandarmerii Wojskowej w Poznaniu nosi nazwę wyróżniającą "Wielkopolski".
30 lipca 2008 r. gen. bryg. Marek Witczak, komendant główny ŻW wraz z por. w st. spocz. Wiktorem Górnym, żołnierzem byłego 7 Dywizjonu Żandarmerii dokonał symbolicznego odsłonięcia tablicy informacyjnej z nową nazwą jednostki.

## Tradycje
Jednostka nie dziedziczy tradycji konkretnego pododdziału Żandarmerii. Oddział ŻW w Poznaniu tak, jak pozostałe jednostki organizacyjne ŻW nawiązuje do dziedzictwa tradycji Dywizjonu Karabinierów Konnych z 1831 i formacji Żandarmerii z lat 1914-1947 oraz obchodzi święto w dniu 13 czerwca.
6 lipca 2009 Minister Obrony Narodowej nadał jednostce imię patrona - por. Arkadego Fiedlera oraz ustanowił dzień 30 września dorocznym Świętem Wielkopolskiego Oddziału Żandarmerii Wojskowej.
31 lipca 2009 Minister Obrony Narodowej wprowadził odznakę pamiątkową Wielkopolskiego Oddziału Żandarmerii Wojskowej oraz zatwierdził wzór odznaki i legitymacji oraz regulamin odznaki.

## Komendanci oddziału
- ppłk Hieronim Wojtkowski 1990-1994
- ppłk Janusz Podwysocki 1994-1998
- ppłk Tadeusz Szeglowski 1998-2001
- płk Wacław Kochański 2001-2003
- płk Jan Wincewicz 2003-2004
- płk Marek Baranowski od 1 VII 2004
- płk Jan Miszkiel do 31 VIII 2007
- płk Paweł Cieszyński od 31 VIII 2007
- płk Robert Stanisławski do 31 VI 2011